# 特维尔州
特维尔州（羅馬化：Tverskaya oblast）是俄羅斯聯邦主體之一，屬中央聯邦管區。位於東歐平原中部，是伏爾加河、第聶伯河和西德維納河的源頭。面積84,586平方公里，人口1,440,002（2004年）。首府特維爾，距離俄羅斯首都莫斯科167公里。
該州成立於1935年1月29日。1935年，為紀念蘇聯領導人米哈伊尔·加里宁，改名為加里寧州（Калининская область），1990年改回今名。